# Baz (Name)
Baz (auch bas) ist ein indo-arisches Wort für Habicht (oder Falke) und diente von Altpersien bis Indien als Ehrenname. In Pakistan und Iran ist es bis heute Namensbestandteil, z. B. im Vornamen Shahbaz (farsi für Königsfalke).

## Namensträger
sind unter anderen:
- Baz Bahadur, 1555–1562 Sultan von Malwa (Indien)
- Baz Khan, um 1850 Sardar von Hazara (heute Pakistan)
- Baz Mohammad Ahmadi, Gouverneur der afghanischen Provinz Ghor
- Ibn Baz (1910–1999), islamischer Gelehrter der Wahhabiten
- Baz Luhrmann (* 1962), australischer Regisseur und Schauspieler

## Familienname
- Christian Friedrich Baz (1762–1808), deutscher Jurist, Landtagsabgeordneter und Bürgermeister in Ludwigsburg
- Gustavo Baz Prada (1894–1987), mexikanischer Chirurg und Geburtshelfer, Politiker und Universitätsrektor
- Mar Narsai De Baz (1940–2010), Metropolit von Libanon, Syrien und ganz Europa
- Loris Baz (* 1993), französischer Motorradrennfahrer
- Tina Baz  (* 1970), französisch-libanesische Filmeditorin